# 1972年逝世人物列表
1972年逝世人物列表：1月 - 2月 - 3月 - 4月 - 5月 - 6月 - 7月 - 8月 - 9月 - 10月 - 11月 - 12月
下面是1972年逝世的知名人士列表。

## 1月

### 1日
- 莫里斯·舍瓦利耶，83歲，法國演員、法國音樂歌手、娛樂演員[1]
- 君士坦丁堡牧首馬克西姆斯五世，土耳其東正教主教

### 3日
- 法朗士·麦绥莱勒，82歲，比利時畫家及平面藝術家[2]

### 7日
- 艾瑪·卡爾，91歲，美國光譜學家及教育家[3]

### 8日
- 韋斯利·拉格斯，82歲，美國電影導演[4]

### 14日
- 弗雷德里克九世，丹麥國王[5]

### 16日
- 羅斯·巴格達薩里安，美國唱片製作人

### 17日
- 羅謝爾·哈德森，美國女演員[6]

### 19日
- 穆罕默德·阿巴西，約旦第45任總理

### 25日
- 艾爾哈德·米爾希，德國陸軍元帥和德國空軍軍官

### 27日
- 理查德·柯朗，德裔美國數學家
- 馬哈利亞·傑克遜，美國福音歌手[7]

### 30日
- 格拉納德伯爵夫人比阿特麗斯·福布斯，美國出生的女繼承人[8]
- 西索瓦·瓦差亚冯，柬埔寨第五任首相

### 31日
- 马亨德拉，尼泊爾國王

## 2月

### 2日
- 娜塔莉·克利福德·巴尼，美國劇作家，詩人和小說家。

### 4日
- 奧蘭多·沃德，美國將軍[9]

### 5日
- 瑪麗安·摩爾，美國詩人[10]

### 7日
- 沃爾特·朗，美國電影導演

### 11日
- 科林·芒羅·麥克勞德，加拿大裔美國遺傳學家

### 17日
- 加夫里尔·波波夫，蘇俄作曲家

### 19日
- 約翰·格裡爾森，蘇格蘭紀錄片製片人
- 李·摩根，美國爵士小號手和作曲家

### 20日
- 玛丽亚·格佩特-梅耶，德國物理學家，諾貝爾獎獲得者[11]
- 沃爾特·溫切爾，美國記者[12]

### 25日
- 戈特弗裡德·富克斯，德國足球運動員

## 3月

### 4日
- 哈羅德·巴羅克勞爵士，紐西蘭將軍、律師和首席大法官[13]

### 8日
- 埃里希·馮·登·巴赫-熱勒維斯基，納粹德國的高級親衛隊指揮官。

### 11日
- 弗雷德里克·布朗，美國科幻小說和推理小說作家[14]
- 紮克·惠特，美國棒球運動員[15]

### 17日
- 阿道夫·布斯凯，法國男子橄欖球運動員。
- 克勞德·J·克倫肖，美國空軍軍官和飛行王牌[16]

### 20日
- 瑪麗蓮·麥克斯韋，美國女演員

### 23日
- 克里斯托瓦爾·巴倫西亞加，西班牙女裝設計師[17]

### 27日
- 莫里茨·科内利斯·埃舍尔，荷蘭藝術家
- 洛伦佐·赖特，美國運動員[18]

### 28日
- 约瑟夫·保罗-邦库尔，第71任法國總理

### 31日
- 米娜·庫馬里，印度女演員、歌手和詩人

## 4月

### 2日
- 西普里安·欧仁·布莱，法國畫家
- 法蘭茨·哈爾德，德國將軍

### 3日
- 費爾德·格羅菲，美國鋼琴家和作曲家

### 4日
- 斯特凡·沃爾普，德國出生的作曲家

### 5日
- 伊莎貝爾·朱厄爾，美國女演員

### 6日
- 布萊恩·唐利維，美國演員
- 海因里希·吕布克，德意志聯邦共和國第二任總統

### 7日
- 阿貝德·卡魯梅，桑給巴爾第一任總統[19]
- 奥古斯特·扎勒斯基，波蘭第六任總統

### 9日
- 詹姆斯·弗朗西斯·伯恩斯，美國政治家

### 10日
- 亨利·德·拉·法萊斯，法國電影導演，十字勳章獲得者[20]

### 16日
- 川端康成，日本小說家[21]

### 20日
- 安德列亞·安德列恩，瑞典醫生[22]

### 24日
- 費爾南多·阿莫索洛，菲律賓畫家
- 諾拉·查德威克，英國語言學家

### 25日
- 约翰·A·克兰斯顿，蘇格蘭化學家
- 乔治·桑德斯，出生於俄羅斯的英國演員

### 27日
- 克瓦米·恩克鲁玛，迦納第一任總統

### 29日
- 蒲隆地國王恩塔雷五世

### 30日
- 賈斯卡拉，英國女演員
- 克拉拉·坎波阿莫，西班牙政治家和參政論者

## 5月

### 2日
- 約翰·埃德加·胡佛，美國公務員，聯邦調查局（FBI）第一任局長

### 3日
- 布魯斯·卡博特，美國演員

### 4日
- 克里桑修斯·楊森，荷蘭蜘蛛學家[23]
- 爱德华·卡尔文·肯德尔，美國化學家，諾貝爾生理學或醫學獎獲得者[24]
- 何塞普·薩米蒂埃，西班牙足球運動員

### 5日
- 格里·戴維斯，美國藍調和福音歌手
- 弗蘭克·塔什林，美國動畫導演

### 6日
- 德尼茲·格茲米什，土耳其馬克思主義革命家（被處決）

### 10日
- 杰拉尔丁·比米什，英國女子網球運動員。
- 赖斯·格默尔，澳大利亞網球冠軍

### 11日
- 李範奭，韓國活動家，韓國第一任總理

### 13日
- 丹·布洛克，美國演員

### 15日
- 奈傑爾·格林，南非裔英國演員

### 17日
- 戈登·洛，英國網球運動員

### 18日
- 西德尼·佛蘭克林，美國電影導演

### 22日
- 塞西尔·戴-刘易斯，愛爾蘭裔英國詩人
- 瑪格麗特·盧瑟福，英國女演員

### 23日
- 理查·戴，加拿大藝術總監

### 24日
- 阿斯泰·尼尔森，丹麦演员[25]

### 28日
- 溫莎公爵，前英國國王愛德華八世[26]
- 維奧萊特·勒杜克，法國作家

### 29日
- 莫伊·貝格，美國職業棒球員
- 普里特維拉傑·卡普爾，印度演員和導演

### 31日
- 沃尔特·杰克逊·弗里曼二世，美國神經學家[27]

## 6月

### 10日
- 愛德華·米爾福德，澳大利亞將軍[28]

### 12日
- 索尔·阿林斯基，美國社區組織家和作家
- 卡尔·路德维希·冯·贝塔郎非，奧地利生物學家
- 福尔克·博林，瑞典男子帆船運動員。
- 埃德蒙·威爾遜，美國作家和評論家

### 13日
- 内森·博尔，美國男子拳擊運動員
- 格奥尔格·冯·贝凯希，匈牙利生物物理學家，諾貝爾生理學或醫學獎獲得者
- 斯蒂芬妮·馮·霍恩洛厄，奧地利出生的德國二戰間諜[29]
- 克莱德·麦克菲特，美國歌手

### 22日
- 弗拉迪米尔·杜尔科维奇，塞爾維亞男子足球運動員

### 25日
- 揚·馬圖爾卡，捷克出生的美國藝術家[30]

### 28日
- 普拉桑塔·錢德拉·馬哈拉諾比斯，印度科學家

### 30日
- 喬·迪肯，英國奧林匹克運動員

## 7月

### 2日
- 約瑟夫·菲爾丁·史密斯，耶穌基督後期聖徒教會第10任會長

### 5日
- 勞爾·萊昂尼，委內瑞拉第55任總統

### 6日
- 布蘭登·德王爾德，美國演員

### 7日
- 雅典納哥拉，基督正教會第268任君士坦丁堡普世牧首。
- 塔拉勒·伊本·阿卜杜拉，約旦國王

### 8日
- 加桑·卡納法尼，巴勒斯坦作家

### 20日
- 吉塔·杜特，印度歌手

### 21日
- 吉格梅·多吉·旺楚克，不丹國王
- 拉尔夫·克雷格，美國奧林匹克運動員

### 22日
- 马克斯·奥夫，西班牙小說家、劇作家。

### 24日
- 蘭斯·雷文特洛，英國花花公子、企業家和賽車手

### 27日
- 理查德·尼古拉斯·冯·康登霍维-凯勒奇，奥地利日本政治活动家、「欧洲联盟之父」

### 28日
- 海倫·特勞貝爾，美國女高音

### 31日
- 阿方斯·戈爾巴赫，奧地利政治家，第15任奧地利總理
- 保罗-亨利·斯巴克，比利時政治家和政治家，比利時第31任首相，北約第2任秘書長

## 8月

### 8日
- 安德里亞·費爾德曼，美國女演員

### 9日
- 恩斯特·馮·所羅門，德國作家

### 11日
- 马克斯·泰累尔，南非出生的美國病毒學家，諾貝爾生理學或醫學獎獲得者

### 14日
- 奧斯卡·萊萬特，美國鋼琴家和演員
- 朱尔·罗曼，法國詩人和作家

### 16日
- 皮埃爾·布拉瑟，法國演員

### 19日
- 魯道夫·貝林，德國雕塑家

### 20日
- 胡安·曼努埃爾·加爾維斯，宏都拉斯第1887任總統

### 24日
- 草鹿任一，日本海軍上將

### 26日
- 弗朗西斯·奇切斯特，英國水手和飛行員

### 28日
- 格洛斯特的威廉王子

### 29日
- 勒內·萊博維茨，法國作曲家

## 9月

### 1日
- 何香凝，中國革命家、女權主義者、政治家、畫家、詩人[31]

### 2日
- 伊万·尤马舍夫，蘇聯海軍上將[32]

### 5日
- 慕尼黑惨案首批遇害者：
- 約瑟夫·羅馬諾，以色列舉重運動員
- 摩西·溫伯格，以色列摔跤教練

### 6日
- 慕尼黑慘案次批遇害者：
  - 大衛·馬克·伯傑，以色列舉重運動員
  - 澤耶夫·弗裡德曼，以色列舉重運動員
  - 約瑟夫·古特弗倫德，以色列摔跤裁判
  - 埃利澤·哈芬，以色列摔跤手
  - 阿米祖爾·夏皮拉，以色列田徑教練
  - 凱哈特·肖爾，以色列射擊教練
  - 馬克·斯拉文，以色列摔跤手
  - 安德列·斯皮策，以色列擊劍教練

### 8日
- 沃伦·基洛哈，美國奧運游泳運動員

### 12日
- 威廉·博伊德，美國演員

### 13日
- 佐爾·帕倫托，美國作曲家[33]

### 15日
- 托馬斯·漢密爾頓·奇爾頓，美國化學工程師
- 奥斯吉尔·奥斯吉尔松，冰島第二任總統
- 傑弗里·費舍爾，坎特伯雷大主教

### 17日
- 阿基姆·塔米羅夫，亞美尼亞演員[34]

### 19日
- 羅伯特·卡薩德蘇斯，法國鋼琴家

### 21日
- 亨利·德·蒙特赫蘭特，法國作家

### 25日
- 馬克斯·弗萊舍，美國動畫師

## 10月

### 1日
- 路易斯·李奇，英國古生物學家[35]

### 5日
- 伊万·叶夫列莫夫，蘇聯古生物學家和科幻小說家[36]

### 9日
- 米里亞姆·霍普金斯，美國女演員

### 10日
- 肯尼斯·埃奇沃斯，愛爾蘭軍官、經濟學家和天文學家[37]

### 16日
- 里奧·卡羅爾，英國演員[38]

### 17日
- 南斯拉夫的乔治，南斯拉夫王國國王彼得一世和黑山的佐卡之長子

### 20日
- 哈罗·沙普利，美國天文學家[39]

### 24日
- 傑基·羅賓森，美國職棒大聯盟史上第一位黑人球員[40]
- 克雷爾·溫莎，美國女演員[41]

### 26日
- 乔·科特里尔，英國男子田徑運動員
- 伊戈尔·伊万诺维奇·西科尔斯基，蘇聯航空工程師[42]

### 27日
- 凱瑟琳·歐本海默，美國生物學家

### 28日
- 米切爾·萊森，美國電影導演

## 11月

### 1日
- 罗伯特·麦克阿瑟，42岁，美国生态学家
- 艾兹拉·庞德，87岁，美國詩人[43]

### 5日
- 雷金納德·歐文，英國演員

### 12日
- 魯道夫·弗里姆，捷克作曲家[44]

### 13日
- 阿诺德·杰克逊，英國奧林匹克運動員

### 17日
- 賓臣，有利銀行香港經理、英皇御准香港賽馬會主席
- 湯瑪斯·金凱德，美國海軍上將[45]
- 歐仁·閔可夫斯基，法國精神病學家

### 23日
- 玛丽·威尔逊，美國女演員

### 25日
- 亨利·康達，羅馬尼亞空氣動力學先驅

### 28日
- 哈維格·布萊恩，二十世紀英國多產作曲家
- 施比拉郡主，西博滕公爵夫人，其為卡爾·愛德華與維多利亞·阿德萊德之女兒。

### 29日
- 卡爾·斯托林，美國音樂家[46]

### 30日
- 漢斯·埃裡希·阿波斯特爾，奧地利作曲家

## 12月

### 1日
- 安东尼奥·塞尼，義大利第34任總理（1955年-1957年，1959年-64年），義大利共和國第四任總統

### 2日
- 葉問，詠春拳宗師，更把詠春拳發展至世界各地[47]
- 埃托雷·巴斯蒂科，義大利陸軍元帥

### 9日
- 威廉·迪特爾，德國電影導演
- 洛埃拉·帕森斯，美國八卦專欄作家[48]

### 11日
- 努馬·圖爾卡蒂，烏拉圭法學院學生，烏拉圭空軍571號班機空難事故受害者ref name=":2">Guevara, Mauricio. . larepublica.pe. 2024-01-11  [2024-01-11]. （原始内容存档于2024-02-11） （西班牙语）.</ref>

### 13日
- 勒内·梅耶，第91任法國總理

### 20日
- 君特·艾希，德國作詞家、劇作家和作家

### 21日
- 保羅·豪塞爾，德國武裝黨衛軍將軍和指揮官[49]

### 23日
- 安德烈·图波列夫，蘇聯飛機設計師

### 24日
- 查理斯·阿特拉斯，義大利出生的美國強人和表演者
- 吉塞拉·里希特，英國藝術史學家[50]

### 25日
- 查克拉瓦尔蒂·拉贾戈巴拉查理，印度政治家、自由鬥士。印度最後一任總督

### 26日
- 哈利·S·杜鲁门，美国总统

### 27日
- 莱斯特·皮尔逊，加拿大第14任總理，諾貝爾和平獎獲得者[51]

### 31日
- 羅伯托·克萊門特，波多黎各的棒球選手[52]